# Сельское поселение «Деревня Плетни»
Сельское поселение «Деревня Плетни» — упразднённое в 2013 году муниципальное образование в составе Барятинского района Калужской области России.
Центр — деревня Плетни.
В 2013 году сельские поселения «Деревня Добрая», «Деревня Крисаново-Пятница» и «Деревня Плетни» — объединены во вновь образованное сельское поселение «Деревня Крисаново-Пятница».

## Население
| 2010 | 2012 | 2013 |
| ---- | ---- | ---- |
| 182  | ↘178 | ↘175 |

## Состав
В поселение входят 8 населённых пунктов:
- деревня Плетни
- деревня Аннино
- деревня Бряново
- деревня Кошелево
- село Мосур
- деревня Устиново
- деревня Хизна
- деревня Шишкино